# بجستان
بجستان (بالفارسية: بجستان) هي مدينة تقع في إيران في خراسان رضوي. يقدر عدد سكانها بـ 11,136 نسمة .